# فهد الفرحان
فهد الفرحان لاعب كرة قدم كويتي سابق.
يلعب بالطرف الأيمن.
و سبق له أن لعب مع النادي العربي حتى عام 2016.